# Église Saint-Nicolas de Strée
Pour les articles homonymes, voir Église Saint-Nicolas.
L'église Saint-Nicolas est un édifice religieux situé dans le village de Strée faisant partie de la commune belge de Modave en province de Liège. 

## Localisation
L'église se trouve dans le village condrusien de Strée, le long de la route nationale 66 Huy-Hamoir. Elle est entourée par un cimetière aux croix éparses ceint d'un mur érigé en pierre calcaire.

## Historique
L'édifice a été réalisé en plusieurs temps. La tour initialement fortifiée date du XIIe siècle ou du XIIIe siècle. Elle a été vraisemblablement construite sur un lieu de culte gallo-romain situé à proximité de l'ancienne chaussée romaine Tongres-Arlon qui traversait Strée du nord au sud. La plus grande partie de l'édifice actuel est terminée en 1753.

## Description
Bâtie en moellons de pierre calcaire et de grès issus de la région, l'église se compose à l'ouest d'une tour médiévale romane haute de quatre niveaux avec abat-sons et clocher à six pans en ardoises surmonté d'une croix et d'un coq en girouette. La nef initiale a été complétée par deux nefs collatérales réalisées plus tardivement sans doute vers la fin du XVIe siècle avant d'être agrandies vers 1690 et 1710. Le chevet est composé d'une abside à trois pans coupés.
L'intérieur de l'église possède un riche mobilier parfois très ancien. En outre, on peut y voir un cippe (stèle en pierre de forme carrée portant une inscription) gallo-romain du IIe siècle ou du début du IIIe siècle ainsi des fonts baptismaux de style gothique datant du XVIe siècle et plusieurs dalles funéraires.

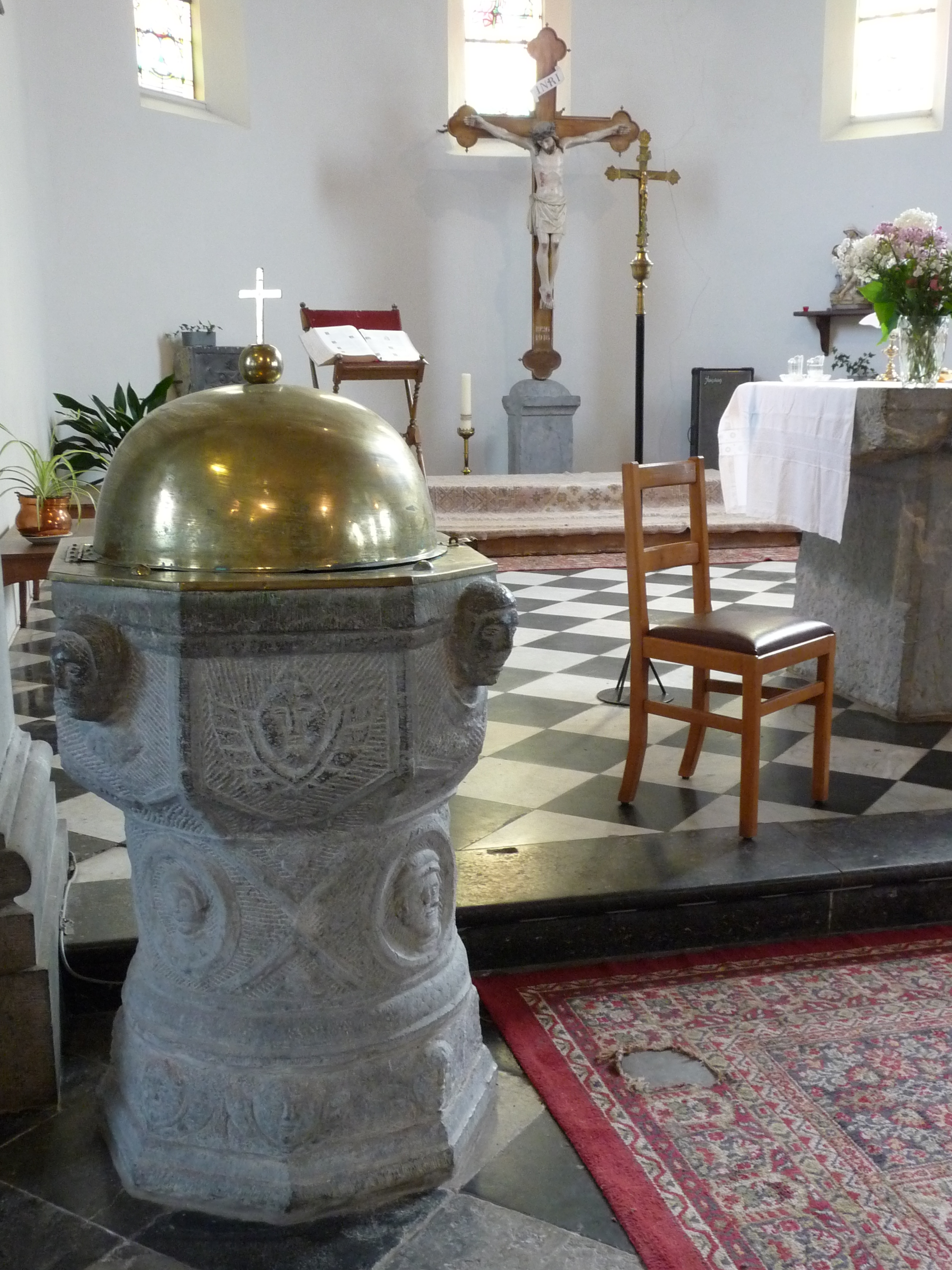
Fonts baptismaux et intérieur de l'église Saint-Nicolas
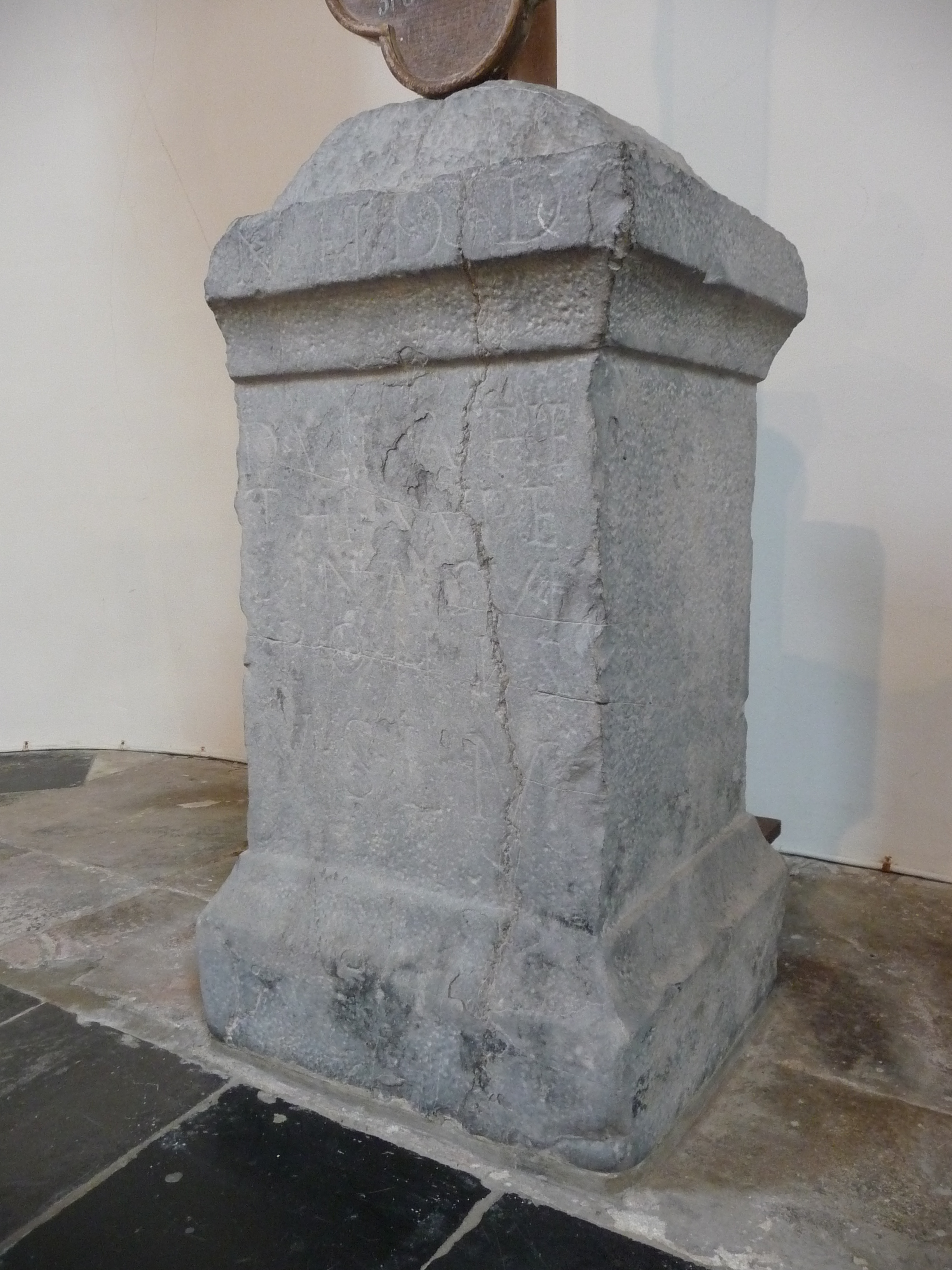
Cippe gallo-romain

## Classement
L'église est reprise depuis le 1er août 1933 sur la liste du patrimoine immobilier classé de Modave et l'ensemble formé par l'église Saint-Nicolas, le cimetière qui l'entoure, la fontaine Sainte-Geneviève et la chapelle est classé depuis le 24 mars 1978.

## Source et lien externe
- Inventaire du patrimoine de la région wallonne